# Тедженский оазис
Тедженский оазис — один из оазисов в Центральной Азии, расположен в дельте реки Теджен в Каракумах в Туркменистане. Представляет собой почти плоскую равнину, средняя высота которой 161 метр.
В оазисе расположен город Теджен.

## Климат
Климат в оазисе резко континентальный — продолжительное жаркое лето (абсолютный максимум +48°С) и короткая холодная зима (абсолютный минимум –27°С), резкие колебания суточных температур воздуха, малое количество атмосферных осадков — 167 мм, причём, летом их практически не бывает.

## Гидрология
Основными водными ресурсами оазиса являются река Теджен, Каракумский канал и артерии, ответвляющиеся от них севернее железной дороги.  До 1962 года орошение в оазисе базировалось на стоке реки Теджен, который не был постоянным. Площадь орошаемых земель составляла 15 тыс. га. С целью регулирования стока реки Теджен в 1948 году было построено первое Тедженское водохранилище с объёмом 150 млн. м³, а в 1960 году построено второе Тедженское водохранилище с объёмом 180 млн. м³. Продление Каракумского канала позволило увеличить площадь орошаемых земель до 200 тыс. га.